# SN 2006P
SN 2006P – supernowa typu Ia odkryta 23 stycznia 2006 roku w galaktyce M-02-09-29. W momencie odkrycia miała maksymalną jasność 17,50m.